# Ofin
Ofin är ett vattendrag i Ghana. Det ligger i den södra delen av landet, 150 km väster om huvudstaden Accra.